# The Raconteurs
The Raconteurs – amerykańska grupa rockowa. W Australii znani również pod nazwą The Saboteurs (z powodu konfliktu z lokalną grupą o tej samej nazwie).
Zespół powstał w 2005 roku w Detroit jako wspólny projekt doświadczonych muzyków, z inicjatywy Jacka White'a, gitarzysty i wokalisty zespołu The White Stripes oraz Brendana Bensona (solo). Oprócz nich w projekt zaangażowali się Jack Lawrence (grający w Blanche, The Dead Weather i The Greenhornes) i Patrick Keeler (także The Greenhornes). 15 maja 2006 zespół wydał swój pierwszy album, Broken Boy Soldiers. Krążek prezentuje zbiór wesołych i prostych, ale momentami ostrych utworów, których styl oscyluje wokół klasycznych rockowych dokonań takich grup jak Led Zeppelin czy The Beatles. Ich pierwszy singel, „Steady, As She Goes”, do którego powstał pierwszy teledysk zespołu, odniósł duży sukces. 25 marca 2008 wydany został drugi album, zatytułowany Consolers of the Lonely. Pierwszy pochodzący z niego singel, „Salute Your Solution”, ukazał się w tym samym dniu. Powstanie albumu zostało ogłoszone zaledwie tydzień przed jego wydaniem, prawdopodobnie dlatego, by krytycy nie mieli możliwości ocenienia go przed fanami. 19 grudnia 2018 opublikowane zostały dwa utwory będące pierwszym materiałem zespołu który ujrzał światło dzienne od ponad dziesięciu lat. „Sunday Driver” i „Now That You're Gone” promują nadchodzący album grupy. Do obu utworów zrealizowane zostały teledyski. Premiera „Help Us Stranger” zaplanowana jest na 21 czerwca 2019 roku.
Formacja The Raconteurs wystąpiła w lipcu roku 2008 na festiwalu muzycznym w Gdyni – Heineken Open'er Festival. Była to druga wizyta Jacka White'a w Polsce, 3 lata wcześniej grał na tym samym festiwalu z The White Stripes. 1 czerwca 2019 roku grupa ponownie zawitała do Polski. Wystąpiła na Orange Warsaw Festival.

## Muzycy
Obecny skład zespołu
- Jack White – wokal, gitara, instrumenty klawiszowe, mandolina
- Brendan Benson – wokal, gitara, instrumenty klawiszowe
- Jack Lawrence – gitara basowa, banjo, wokal wspierający
- Patrick Keeler – perkusja, instrumenty perkusyjne

Muzycy koncertowi
- Dean Fertita – instrumenty klawiszowe, instrumenty perkusyjne, gitara (2006, 2011)
- Mark Watrous – instrumenty klawiszowe, instrumenty perkusyjne, skrzypce, wokal (2008)

## Dyskografia

### Albumy
| 2006                           | Broken Boy Soldiers - Data: 16 maja 2006 - Wydawca: Third Man/V2 - Format: CD, digital download                | 7 | 2 | 3 | 14 | 8 | 24 | 8  | 12 | 9  | 2 | - UK: złoto |
| 2008                           | Consolers of the Lonely - Data: 25 marca 2008 - Wydawca: Third Man/Warner Bros. - Format: CD, digital download | 7 | 2 | 3 | 18 | 4 | 34 | 11 | 21 | 25 | 8 | - UK: złoto |
| 2019                           | Help Us Stranger - Data: 21 czerwca 2019 - Wydawca: Third Man - Format: CD, music download, LP                 |   |   |   |    |   |    |    |    |    |   |             |
| „–” pozycja nie była notowana. | |   |   |   |    |   |    |    |    |    |   |             |

### Single
| 2006                           | „Steady, As She Goes”                    | 54 | 19 | 1  | 47 | —  | 4  | 16 | 22 | 4  | Broken Boy Soldiers     |
| 2006                           | „Hands”                                  | —  | —  | —  | —  | —  | 14 | —  | —  | 29 | Broken Boy Soldiers     |
| 2006                           | „Broken Boy Soldier”                     | —  | —  | —  | —  | —  | 19 | —  | —  | 22 | Broken Boy Soldiers     |
| 2007                           | „Level'                                  | —  | —  | 7  | —  | —  | —  | —  | —  | —  | Broken Boy Soldiers     |
| 2008                           | „Salute Your Solution”                   | —  | —  | 4  | —  | 79 | —  | —  | —  | —  | Consolers of the Lonely |
| 2008                           | „Many Shades of Black”                   | —  | —  | 37 | —  | —  | —  | —  | —  | —  | Consolers of the Lonely |
| 2008                           | „Old Enough”                             | —  | —  | —  | —  | —  | —  | —  | —  | —  | Consolers of the Lonely |
| 2008                           | „Consoler of the Lonely”                 | —  | —  | —  | —  | —  | —  | —  | —  | —  | Consolers of the Lonely |
| 2018                           | „Sunday Driver” / "Now That You're Gone” | —  | —  | —  | —  | —  | —  | —  | —  | —  | Help Us Stranger        |
| „–” pozycja nie była notowana. |                                          |    |    |    |    |    |    |    |    |    |                         |